# Degory Priest

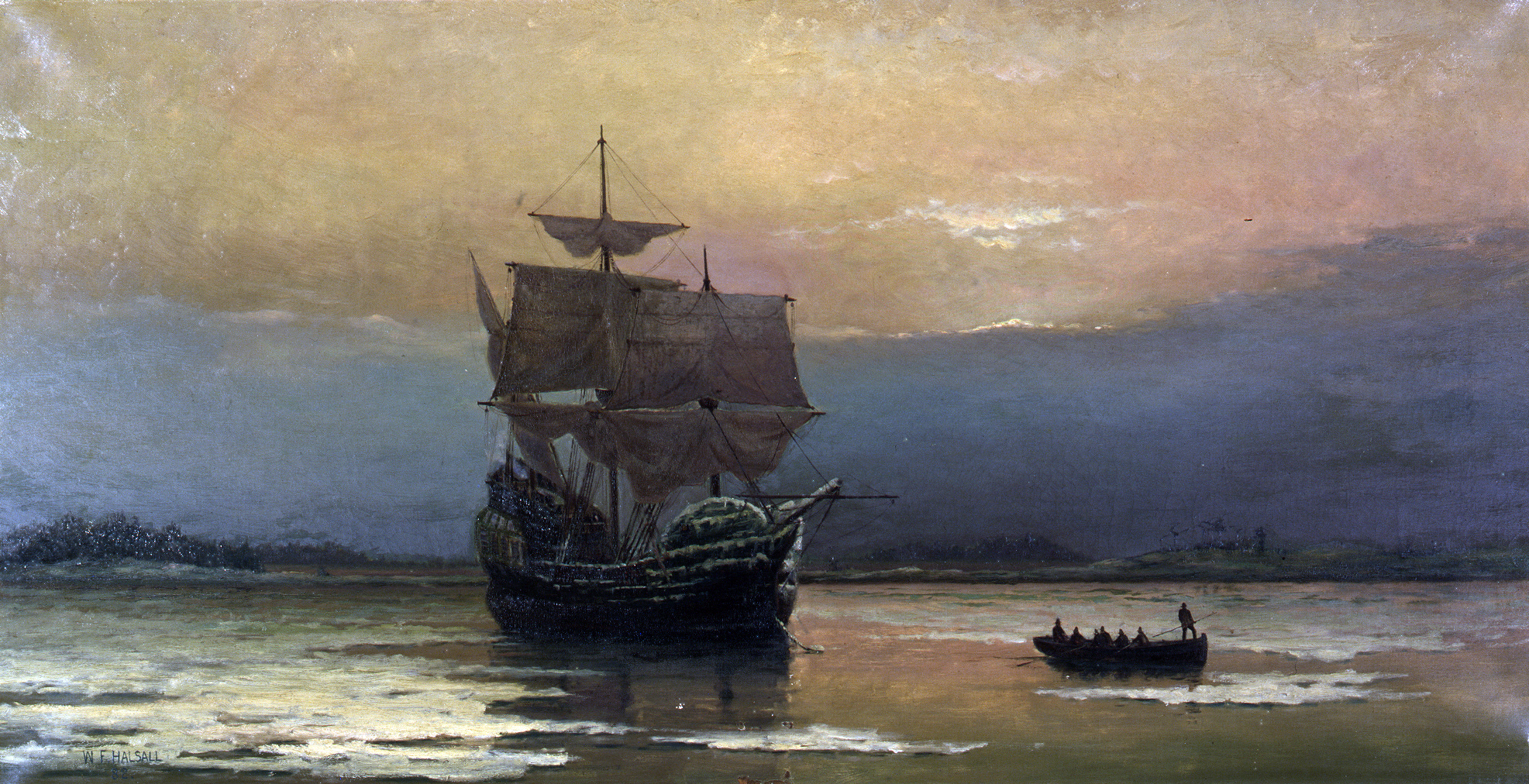
Mayflower en el puerto de Plymouth por William Halsall (1882)

Degory Priest (c. 1579-1621) era un pasajero en el viaje del Mayflower en 1620. Firmó el Contrato Mayflower.
El nombre de Digory Priest o Prust es común en Devon, Cornualles y Londres, Inglaterra.
El sacerdote era miembro de la Iglesia Separatista. Esta religión no estaba permitida en Inglaterra y muchas personas se trasladaron a Leiden, el sacerdote holandés era una de esas familias.
Priest era un fabricante de sombreros de Londres. Hay muchos documentos legales en Leiden que muestran que nació en 1579. En 1611 el sacerdote se casó con una viuda llamada Sarah Vincent. Sarah era hermana del pasajero de Mayflower Isaac Allerton. Sacerdote se hizo ciudadano de Leiden el 16 de noviembre de 1615 con Isaac Allerton y Roger Wilson.
El 28 de junio de 1617, el sacerdote pidió a dos hombres que firmaran un documento legal que decía que no había golpeado a John Cripps sino que sólo "tocó a su Jabot". Este era el volante en la parte delantera de su camisa.
Los registros de Leiden muestran que Degory Priest fue testigo de una declaración firmada el 18 de enero de 1618. La declaración fue firmada por el sastre Isaac Allerton. Era sobre el costo de un abrigo carmesí.
El 9 de abril de 1619, Degory Priest y Samuel Lee firmaron un documento para Nicholas Claverly, un fabricante de pipas de tabaco. Este documento fue una promesa para el buen comportamiento de Claverly. Claverly había llegado a Leiden alrededor de 1615 y vivía en una casa propiedad de Degory Priest.
Los registros muestran que el 3 de mayo de 1619 Degory Priest fue testigo de un documento firmado por Richard Tyrill. El sacerdote dijo que Nicholas Claverly no estaba conectado con el asesinato del hermano de Tyrill, John Tyrill.

## En el Mayflower

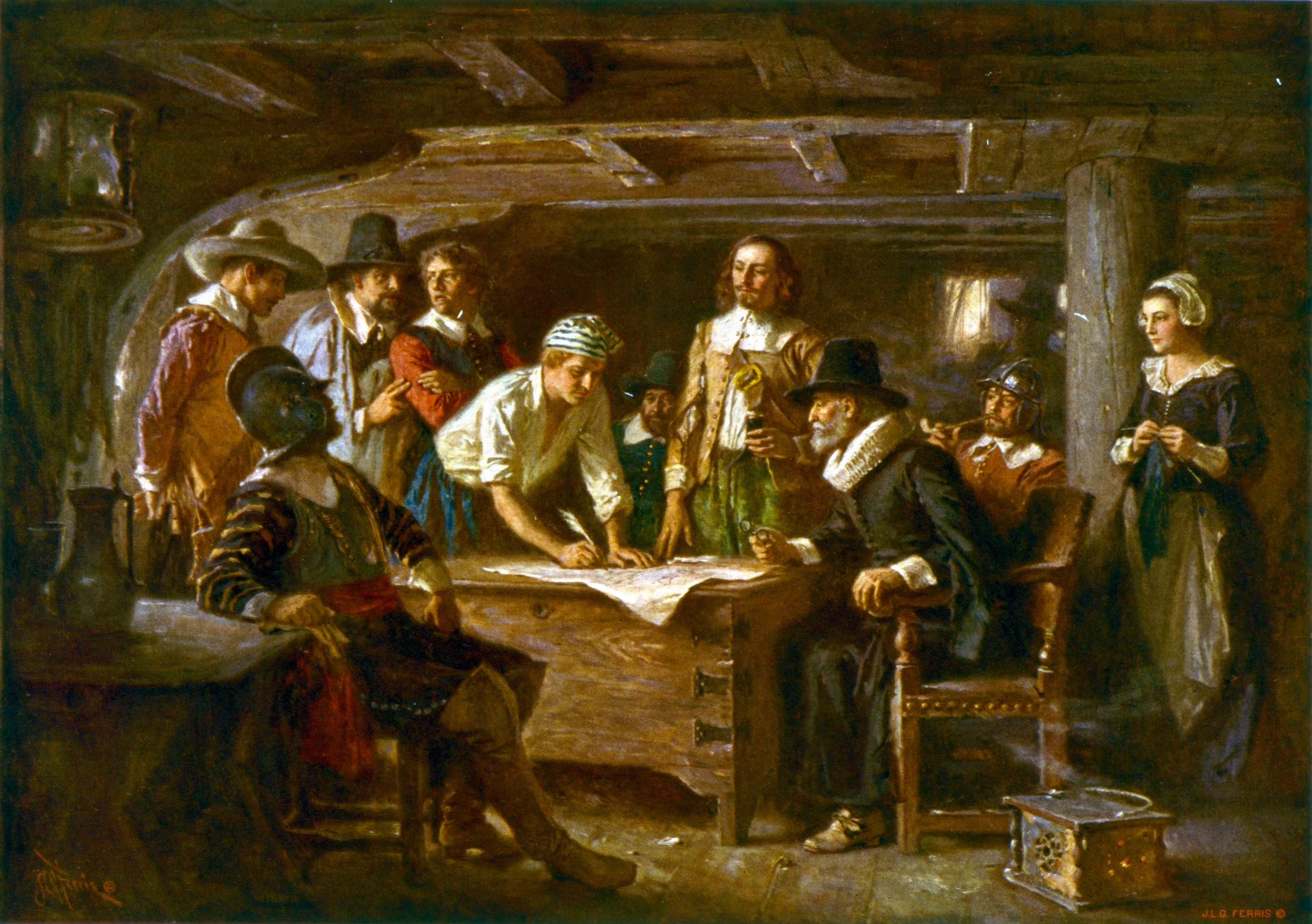
Firma del Mayflower Compact 1620, cuadro de Jean Leon Gerome Ferris 1899

El sacerdote vino solo del Mayflower. Su familia vino más tarde en otro barco.
Sacerdote abandonó Plymouth, Inglaterra, el 16 de septiembre de 1620. Había 102 pasajeros y 30-40 tripulantes. El 19 de noviembre de 1620, el Mayflower llegó a tierra en el gancho de Cape Cod. Aterrizaron el 21 de noviembre. Ellos escribieron el Pacto Mayflower, que estableció reglas sobre cómo vivirían y se tratarían los unos a los otros. Degory fue uno de los firmantes. Se suponía que el Mayflower aterrizaría en la Colonia de Virginia, pero el barco estaba demasiado dañado y se vieron obligados a aterrizar en Cape Cod, ahora llamado Provincetown Harbor.
William Bradford escribió que siete hombres murieron poco después de que la nave aterrizara. "Digerie Preist" estaba entre ellos. Bradford dijo que todos ellos murieron poco después de su llegada en la enfermedad general. Añadió que Priest's tenía a su esposa e hijos porque ella era la hermana del Sr. Allerton.
Degory Priest se casó con Sarah Vincent el 4 de noviembre de 1611. Ella era viuda. Tuvieron dos hijas. Sus nombres eran Marah y Sarah. Sarah Priest se casó por segunda vez. El suyo también era un sombrerero de Leiden. Sus lugares de entierro son desconocidos.
El sacerdote murió a principios del primer invierno, el 1 de enero de 1621 de la "enfermedad general". Tenía 42 años de edad. Fue enterrado en una tumba sin nombre. Esta era la costumbre del primer invierno de 1620-1621. Su nombre aparece en la Tumba Conmemorativa del Peregrino, ubicada en Cole's Hill en Plymouth.